# Ardisia glanduligera
Ardisia glanduligera är en viveväxtart som beskrevs av Ridley. Ardisia glanduligera ingår i släktet Ardisia och familjen viveväxter. Inga underarter finns listade i Catalogue of Life.